# Classe Ammiraglio di Saint Bon
A Classe Ammiraglio di Saint Bon foi uma classe de couraçados pré-dreadnought operada pela Marinha Real Italiana, composta pelo Ammiraglio di Saint Bon e Emanuele Filiberto. Suas construções começaram no fim do século XIX nos estaleiros de Veneza e Castellammare di Stabia; o batimento de quilha do Ammiraglio di Saint Bon ocorreu em julho de 1893, enquanto do Emanuele Filiberto foi alguns meses depois em outubro. Os navios da classe foram projetados pelos estrategistas Simone di Pacoret Saint Bon e Benedetto Brin e tiveram seus tamanhos limitados por determinações do parlamento italiano, o que os deixou inferiores a embarcações equivalentes de outras marinhas.
Os dois couraçados da Classe Ammiraglio di Saint Bon eram armados com uma bateria principal formada por quatro canhões de 254 milímetros montados em duas torres de artilharia duplas. Tinham um comprimento de fora a fora de 111 metros, boca de 21 metros, calado de pouco mais de sete metros e um deslocamento carregado que podia chegar a mais de dez mil toneladas. Seus sistemas de propulsão eram compostos por doze caldeiras que alimentavam dois motores de tripla-expansão, que por sua vez giravam duas hélices até uma velocidade máxima de dezoito nós (33 quilômetros por hora). Os navios eram protegidos por um cinturão de blindagem de 249 milímetros de espessura.
O Ammiraglio di Saint Bon e o Emanuele Filiberto serviram juntos em uma esquadra ativa pelos primeiros anos de suas carreiras. Eles participaram de operações ofensivas no Norte da África e na ilha de Rodes durante a Guerra Ítalo-Turca entre 1911 e 1912, porém não chegaram a enfrentar a Marinha Otomana em combate. Os dois estavam programados para serem desmontados em 1914, porém o início da Primeira Guerra Mundial adiou os planos. Foram reduzidos a navios de defesa de costa e permaneceram por toda a duração do conflito em Veneza, sem nunca entrarem em combate. Ambos foram tirados de serviço em março de 1920, depois do fim da guerra, e desmontados em seguida.

## Antecedentes
Os navios capitais anteriores da Marinha Real Italiana, os ironclads da Classe Ruggiero di Lauria e Classe Re Umberto, tinham marcado um período de experimentação por parte de Benedetto Brin e do vice-almirante Simone Pacoret de Saint-Bon, os estrategistas navais italianos. Como não determinaram o tipo de navio que melhor se adequaria às suas necessidades, o governo se impôs e estabeleceu um projeto de 10,1 mil toneladas, um limite significativamente menor que embarcações anteriores. Saint Bon morreu em 1892 e Brin assumiu o projeto, propondo um pequeno couraçado armado com canhões de 254 milímetros, mais fracos que navios estrangeiros contemporâneos.

## Projeto
As embarcações da Classe Ammiraglio di Saint Bon eram muito menores que suas contemporâneas e mais lentas do que cruzadores, assim não eram navios de guerra muito úteis. O erro de se construir um couraçado de apenas dez mil toneladas não repetido na sucessora Classe Regina Margherita, muito mais bem sucedida.

### Características

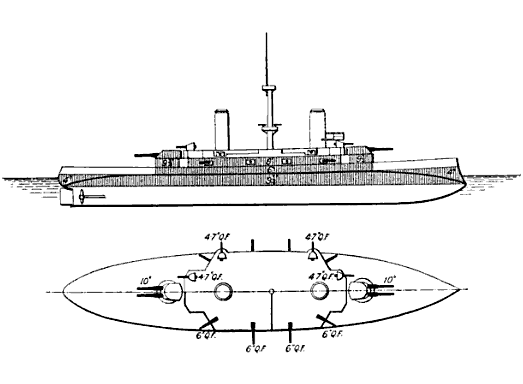
Desenho dos navios da classe

Tinham 105 metros de comprimento da linha de flutuação e 111,8 metros de comprimento de fora a fora, boca de 21,12 metros e calado máximo de 7,69 metros. O Ammiraglio di Saint Bon tinha um deslocamento normal de 10 244 toneladas e um deslocamento carregado de 10,7 mil toneladas, já o Emanuele Filiberto tinha um deslocamento de 9,8 e 10,1 mil toneladas, respectivamente.
Os couraçados tinham uma proa invertida e uma borda livre relativamente baixa de apenas três metros. Tinham uma superestrutura bem grande com uma torre de comando e uma ponte elevada à vante, enquanto à meia-nau ficava um grande mastro militar equipado com duas gáveas. Ao lado do mastro os navios acomodavam vários pequenos botes. A tripulação do Ammiraglio di Saint Bon era composta por 557 oficiais e marinheiros, já a do Emanuele Filiberto era ligeiramente maior com 565 oficiais e marinheiros.
O sistema de propulsão consistia em doze caldeiras cilíndricas a carvão que alimentavam dois motores de tripla-expansão, cada um girando uma hélice. O Ammiraglio di Saint Bon tinha uma potência indicada de 14 498 cavalos-vapor (10 661 quilowatts), já o Emanuele Filiberto tinha uma potência de apenas 13 744 cavalos-vapor (10 106 quilowatts). A velocidade máxima era de dezoito nós (33 quilômetros por hora) e tinham uma autonomia de aproximadamente 3,4 a 5,5 mil milhas náuticas (6,3 a 10,2 mil quilômetros) a dez nós (dezenove quilômetros por hora).

### Armamento e blindagem

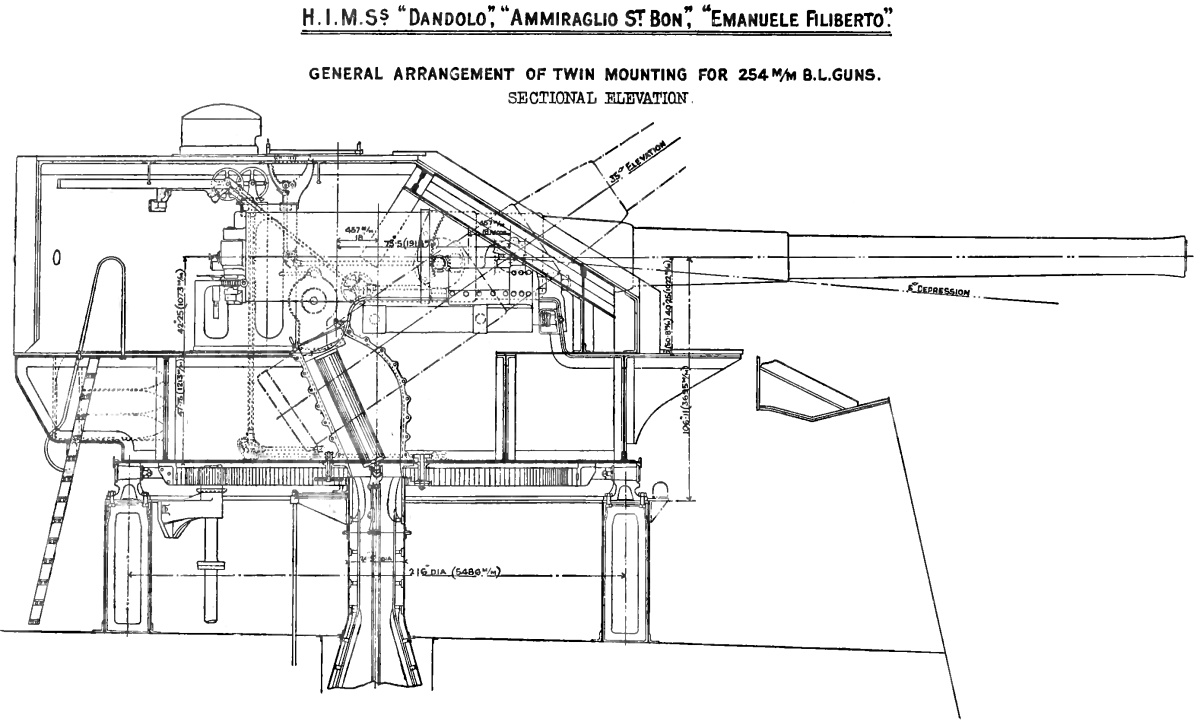
Esquema de uma torre de artilharia da Classe Ammiraglio di Saint Bon

Os navios eram armados com uma bateria principal composta por quatro canhões Elswick Ordnance calibre 40 de 254 milímetros fabricadas pela Armstrong Whitworth. As armas ficavam montadas em duas torres de artilharia duplas, uma à vante e outra à ré da superestrutura. As torres tinham um arco de disparo de 160 graus e os canhões podiam elevar até vinte graus e abaixar até cinco graus negativos. Disparavam projéteis perfurantes de 227 quilogramas a uma velocidade de saída de setecentos metros por segundo com um alcance de aproximadamente dezoito quilômetros em elevação máxima. A cadência de tiro era de 1,5 disparo por minuto.
A bateria secundária tinha oito canhões calibre 40 de 152 milímetros montados em casamatas, sendo variantes para exportação de um canhão britânico. Também tinha oito canhões calibre 40 de 120 milímetros em montagens giratórias individuais protegidas por escudos que ficavam diretamente acima das casamatas. O Emanuele Filiberto também tinha seis canhões de 76 milímetros. A defesa contra barcos torpedeiros consistia em oito canhões de 57 milímetros e dois canhões de 37 milímetros. Entretanto, o Emanuele Filiberto tinha no lugar oito canhões de 47 milímetros. Também haviam quatro tubos de torpedo de 450 milímetros em lançadores no convés.
Os navios eram protegidos por blindagem Harvey. O cinturão principal tinha 249 milímetros de espessura e o convés tinha setenta milímetros. A torre de comando era protegida por laterais de 249 milímetros. As torres de artilharia também tinham laterais de 249 milímetros, já as casamatas tinham uma proteção de 150 milímetros.

## Navios
| Navio                   | Construtor                                | Batimento            | Lançamento             | Finalização         | Destino             |
| ----------------------- | ----------------------------------------- | -------------------- | ---------------------- | ------------------- | ------------------- |
| Ammiraglio di Saint Bon | Arsenal de Veneza                         | 18 de julho de 1893  | 29 de abril de 1897    | 24 de maio de 1901  | Desmontados em 1920 |
| Emanuele Filiberto      | Estaleiro Real de Castellammare di Stabia | 5 de outubro de 1893 | 29 de setembro de 1897 | 16 de abril de 1902 | Desmontados em 1920 |

## Carreiras

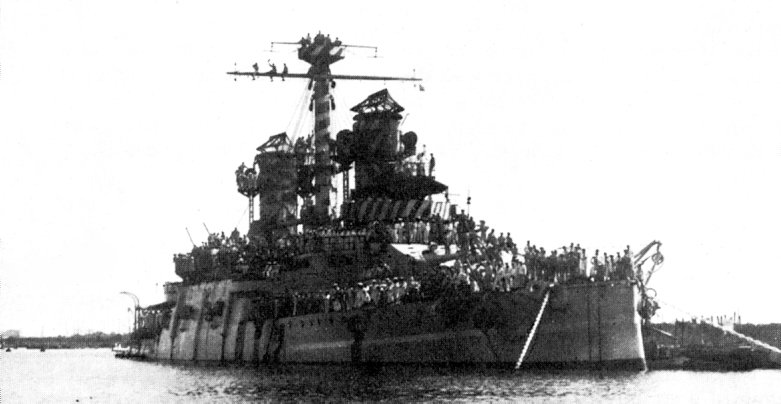
O Emanuele Filiberto durante a Primeira Guerra Mundial

Os navios passaram seus primeiros anos de serviço na esquadra ativa até serem substituídos pelos novos couraçados da Classe Regina Elena, que entraram em serviço em 1908. Os dois participaram entre 1911 e 1912 da Guerra Ítalo-Turca como parte da 3ª Divisão, servindo ao lado dos navios da Classe Regina Margherita. O Emanuele Filiberto participou em outubro de 1911 de um ataque contra Trípoli, já o Ammiraglio di Saint Bon não participou de ações ofensivas durante os primeiros meses da guerra. Os dois ajudara na tomada de Rodes em abril de 1912, quando o Ammiraglio di Saint Bon proporcionou suporte de artilharia para as tropas em terra.
Os dois estavam programados para serem desmontados em 1914 e 1915, mas istou foi abandonado com o início da Primeira Guerra Mundial em julho de 1914. A Itália inicialmente permaneceu neutra, mas foi convencida pela Tríplice Entente em 1915 a entrar na guerra contra a Alemanha e Áustria-Hungria. O Ammiraglio di Saint Bon e oEmanuele Filiberto foram usados como navios de defesa de costa em Veneza durante todo o decorrer da guerra, nunca entrando em combate. Eles não permaneceram em serviço muito tempo depois do fim do conflito. O Emanuele Filiberto foi descartado em 29 de março de 1920 e o Ammiraglio di Saint Bon em 18 de junho, sendo desmontados logo em seguida.

### Citações
1. ↑  Hore 2006, pp. 78–79.
2. 1 2 3 4 5 6 7 8 9 10 11 12 13 14  Fraccaroli 1979, p. 343.
3. ↑   «Italy 10"/40 (25.4 cm) EOC Pattern R». NavWeaps. Consultado em 21 de maio de 2024
4. ↑  Fraccaroli 1979, p. 344.
5. ↑  Leyland 1908, p. 78.
6. ↑  Beehler 1913, p. 9.
7. ↑  Willmott 2009, p. 167.
8. ↑  Beehler 1913, pp. 74–75.
9. ↑  Halpern 1995, p. 140.
10. ↑  Sondhaus 1994, p. 274.